# Malcolm Lincoln
Malcolm Lincoln byla estonská hudební skupina, která byla založena v roce 2009. Před rozpadem skupinu tvořili zpěvák Robin Juhkental a basista Madis Kubu.
Jméno dua pochází z vědomostního pořadu Kes tahab saada miljonäriks? (česky Chcete být milionářem?), kde žena nesprávně odpověděla na otázku, která se týkala jména 16. prezidenta Spojených států – Abrahama Lincolna – s odpovědí "Malcolm Lincoln".

## Kariéra
Malcolm Lincoln začínal jako sólový projekt Robina Juhkentala, když na podzim roku 2009 nahrál své první písně na Myspace pod jménem Malcolm Lincoln. Později se k němu připojil Madis Kubu při příležitosti prvního vystoupení dne 31. října 2009 v Tallinnu.
V prosinci 2009 kontaktoval Robina Juhkentala estonský zpěvák, skladatel a producent Vaiko Eplik a nabídl mu, že vydá malé množství nahrávek pod jeho[kdo?] vydavatelstvím Mortimer Snerd a sám bude producentem.
Později Robin Juhkental přihlásil dvě potenciální skladby z připravovaného alba – „I'm Still Standing Here“ a „Siren“ – do estonského národního kola Eesti Laul 2010. Skladba „Siren“ národní kolo vyhrála a následně reprezentovala spolu s kvartetem ManPower 4 Estonsko na Eurovision Song Contest 2010. Vystoupili v prvním semifinále 25. května 2010 v Oslu, ze kterého se ale nedokázali kvalifikovat.
Na konci dubna 2010 podepsali kontrakt s vydavatelstvím Universal Music. Své debutové album Loaded With Zoul vydali 20. května 2010. Opět se zúčastnili národního kola Eesti Laul 2012 s písní „Bye“, kde se ale do finále nedostali.

## Diskografie

### Alba
- 2010: Loaded With Zoul

### Singly
- 2010: „Siren“
- 2010: „Loaded With Zoul“
- 2011: „Man On The Radio“
- 2012: „Bye“